# Rocles, Ardèche

Rocles este o comună în departamentul Ardèche din sud-estul Franței. În 1 ianuarie 2022 avea o populație de 263 de locuitori.